# 17100 Kamiokanatsu
17100 Kamiokanatsu este un asteroid din centura principală de asteroizi.

## Descriere
17100 Kamiokanatsu este un asteroid din centura principală de asteroizi. A fost descoperit pe 10 mai 1999 la Socorro, New Mexico, în cadrul proiectului LINEAR. Asteroidul prezintă o orbită caracterizată de o semiaxă mare de 2,79 ua, o excentricitate de 0,05 și o înclinație de 5,6° în raport cu ecliptica.